# Córrego das Furnas
O córrego das Furnas é um curso de água que banha os estados de Mato Grosso do Sul e Mato Grosso, no Brasil e faz a divisa entre os dois estados.